# Гур'я-Гімал
Гур'я-Гімал (англ. Gurja Himal) — гора в Азії, висотою — 7193 метрів, у гірському масиві Дхаулагірі-Гімал в Гімалаях на території адміністративної зони Дхаулагірі (Західний регіон) у Непалі.

## Географія
П'ята за висотою самостійна гора гірського масиву Дхаулагірі-Гімал. Вершина розташована у південно-західній частині цього масиву, та є замикаючим семитисячником південного відрогу, який через вершини Дхаулагірі VI (7268 м), Фалс-Юнктайн-Пік (7150 м) та Юнктайн-Пік (7108 м) з'єднаний з гірським ланцюгом семитисячників, який продовжується на схід через найвищі вершини Дхаулагірі IV (7661 м), Дхаулагірі V (7618 м), Дхаулагірі III (7715 м) і Дхаулагірі II (7751 м); та на захід через найвищі вершини Чурен-Гімал Східна (7371 м), Чурен-Гімал (7385 м), Чурен-Гімал Західна (7371 м) та Пута-Гюнчулі (7246 м). Цей гірський ланцюг відокремлює окремий високогірний регіон Долпо, який лежить на північному заході Непалу від гори Дхаулагірі I (8167 м) — на півдні. Гур'я-Гімал відділений 6010 метровим перевалом від вершини Ґустанг (6529 м), яка розташована на відстані 3,05 км на захід.
Адміністративно вершина розташована в південно-західній частині зони Дхаулагірі (Західний регіон) у Непалі, за 64 км на південний захід від кордону з Китаєм, за 21,3 км на захід від Дхаулагірі I (8167 м), за 366 км на захід — північний-захід від гори Еверест (8848 м) та за 227 км на захід — північний-захід від столиці Непалу — Катманду.
Абсолютна висота вершини 7193 метри над рівнем моря. Відносна висота — 493-513 м з найвищим сідлом 6700 м. Топографічна ізоляція вершини відносно найближчої вищої вершини Дхаулагірі VI — становить 3,59 км.

## Підкорення
Невдалі спроби підкорення гори були здійснені британськими експедиціями у 1962 та 1965 роках. У 1969 році японська експедиція здійснила першу вдалу спробу підйому на Гур'я-Гімал. Шлях підйому веде від льодовика Кафе по сніжно-льодовому західному гребню до вершини. Члени експедиції Томокуні Саґі та шерпа Лгапка Тенцінґ піднялися на вершину 1 листопада 1969 року, після чого зразу же почали спуск. Вже 2 листопада сильні вітри та снігова буря зробили вершину недоступною.